# Bahr (Zevenaar)
Bahr – wieś w gminie Zevenaar w Holandii. Do 2005 roku należała do gminy Angerlo.
W średniowieczu w Bahr znajdował się należący do szlacheckiego rodu van Baer zamek. Po raz pierwszy wzmiankowany był w 1272. Zniszczony w 1494.